# Elecciones municipales de 2023 en La Coruña
Las elecciones municipales de 2023 se celebraron en La Coruña el domingo 28 de mayo, de acuerdo con el Real Decreto de convocatoria de elecciones locales en España dispuesto el 1 de abril de 2023 y publicado en el 2 de abril de 2023 Boletín Oficial del Estado. Se eligieron los 27 concejales del pleno del Ayuntamiento de La Coruña, a través de un sistema proporcional (método d'Hondt), con listas cerradas y un umbral electoral del 5 %.

## Resultados
|  | 36,54 % |

|  | 31,35 % |

|  | 13,64 % |

|  | 4,87 % |

|  | 4,16 % |

|  | 3,92 % |

|  | 2,20 % |

|  | 0,91 % |

|  | 0,41 % |

|  | 0,34 % |

|  | 0,19 % |

|  | 99,06 % |

|  | 0,93 % |

|  | 1,42 % |

|  | 58,94 % |

|  | 41,05 % |

## Concejales electos
Relación de concejales electos:
| N.º | Nombre                           | Lista | Lista      |
| --- | -------------------------------- | ----- | ---------- |
| 1   | Miguel Lorenzo Torres            |       | PP         |
| 2   | Inés Rey García                  |       | PSdeG-PSOE |
| 3   | Roberto Rodríguez Martínez       |       | PP         |
| 4   | José Manuel Lage Tuñas           |       | PSdeG-PSOE |
| 5   | Francisco Xesús Jorquera Caselas |       | BNG        |
| 6   | Rosalía López Sánchez            |       | PP         |
| 7   | Eudoxia María Neira Fernández    |       | PSdeG-PSOE |
| 8   | Judit Fontela Baro               |       | PP         |
| 9   | Gonzalo Henrique Castro Prado    |       | PSdeG-PSOE |
| 10  | Susana Catalán Morcillo          |       | PP         |
| 11  | Avia Veira González              |       | BNG        |
| 12  | Nereida María Canosa Domínguez   |       | PSdeG-PSOE |
| 13  | Gonzalo Mora Do Campo            |       | PP         |
| 14  | Francisco Dinís Díaz Gallego     |       | PSdeG-PSOE |
| 15  | Carlos San Claudio Yáñez         |       | PP         |
| 16  | Carmen Maria No Varela           |       | PP         |
| 17  | María Mercedes Queixas Zas       |       | BNG        |
| 18  | Noemí Díaz Vázquez               |       | PSdeG-PSOE |
| 19  | Roberto García Fernández         |       | PP         |
| 20  | Manuel Vazquez Martinez          |       | PSdeG-PSOE |
| 21  | María del Mar Ferreiro Broz      |       | PP         |
| 22  | Diana María Sobral Cabanas       |       | PSdeG-PSOE |
| 23  | David José Soto Díaz             |       | BNG        |
| 24  | Antonio Deus Álvarez             |       | PP         |
| 25  | Juan Ignacio Borrego Vázquez     |       | PSdeG-PSOE |
| 26  | Roberto Luis Coira Andrade       |       | PP         |
| 27  | Montserrat Paz Romero            |       | PSdeG-PSOE |

## Acontecimientos posteriores
Investidura del alcalde

En la votación de investidura celebrada el 17 de junio de 2023 Inés Rey García, del Partido de los Socialistas de Galicia-PSOE, resultó reelegida alcaldesa con mayoría absoluta, con los votos de los 11 concejales del PSdeG-PSOE y los 4 concejales del BNG; Miguel Lorenzo Torres recibió 12 votos de los concejales de su partido el PP.
|  | 55,56 % |

|  | 44,44 % |

|  | 100 % |

|  | 100 % |